# Matthew Kaufman
Matthew H. Kaufman (29 de septiembre de 1942 - 11 de agosto de 2013) fue profesor emérito de la Universidad de Edimburgo como profesor de Anatomía desde 1985 hasta 2007. Enseñó anatomía y embriología durante más de 30 años, inicialmente en la Universidad de Cambridge, cuando era miembro del Colegio del Rey, y más recientemente (1985-97) en Edimburgo.
Kaufman se crio en una familia judía ortodoxa.